# Deerhoof
Deerhoof es una banda estadounidense de rock formada en San Francisco, California, en 1994. Sus miembros actuales son la cantante japonesa Satomi Matsuzaki (voz, bajo), Greg Saunier (batería), John Dieterich (guitarra) y Ed Rodríguez (guitarra).

## Historia
Formada originalmente por Rob Fisk y Greg Saunier en 1994, la banda comienza tocando en festivales hasta grabar su primer 7”: "Return of the Wood M’lady". En 1996 Satomi Matsuzaki se muda de Tokio a San Francisco y a través de un amigo escucha el disco. Luego de esto decide unirse a la banda que se encontraba buscando una vocalista.
En 1997 lanzan su primer LP "The Man, The King, The Girl", una mezcla de temas melodiosos y disonancias, siempre tocado al estilo de una improvisación. Después vendría, en 1999, Holdypaws, junto a la inclusión temporal de un nuevo miembro: Kelly Goode, teclista. En esta ocasión reemplazan el estilo improvisado por estructuras musicales rígidas e interpretaciones rigurosas. En este mismo año Rob Fisk abandona la banda. Carentes de un guitarrista oficial, Greg Saunier se interesa en el estilo de John Dieterich (integrante de "Gorge Trio") y le propone unirse al proyecto.
En 2002, con su nueva alineación, Deerhoof continúa su producción con "Reveille", álbum con el cual se consolida el sonido que los caracteriza: disonancias emparejadas con temas melódicos, vocalizaciones más refinadas y suaves reemplazando a una voz desgarrada y quebrantadora, además de letras a ratos rayando en la glosalalia y en otros momentos utilizando palabras con fines puramente rítmicos. Durante el proceso de creación se une a ellos Chris Cohen como miembro definitivo. Al año siguiente graban "Apple O’", álbum conceptual basado en el mito y mentira de la historia Adán y Eva. Dentro de su producción, será el primer intento de construir una narrativa con una estructura coherente con letras ambiguas y una intención poética.
Durante el 2004 Deerhoof graba su siguiente álbum, Milkman, basado en un personaje de Ken Kagami. El álbum se graba por separado en 4 computadoras distintas y ninguno de los integrantes toca junto con los otros. A través de las canciones se construye la extraña historia del génesis del personaje.
En el otoño de 2005 lanzan "The Runners Four", considerado por la crítica como el mejor de su producción. La idea detrás de este fue dar a todos sus participantes igual injerencia creativa. A pesar de la difícil labor que les supuso, no hubo conflictos dentro de la banda. Luego de mandarlo al sello discográfico para su lanzamiento, la banda escucha el álbum nuevamente y decide que es necesario volver editarlo. Se repite cuatro veces el mismo proceso antes de llegar a la versión definitiva.
Chris Cohen abandona Deerhoof en el 2006, sin resentimientos entre los miembros del grupo, y lanzan un álbum en honor a su partida: un E.P. sin título. La partida de Cohen no significó la disolución del grupo. Los miembros restantes acaban de lanzar su último álbum: "Friend Opportunity" y continúan dando conciertos.

### Influencias
Las influencias del grupo son: The Flaming Lips, St. Vincent, Foo Fighters, Dirty Projectors, TV on the Radio, Grizzly Bear, Sufjan Stevens, Stereolab, Sleigh Bells, Of Montreal, Phil Lesh, Los Campesinos!, Marco Benevento, David Bazan y Marcos Balter.

## Integrantes

### Formación actual
- Satomi Matsuzaki - vocal, bajo
- Greg Saunier - batería
- John Dieterich - guitarra
- Ed Rodriguez - guitarra

### Exintegrantes
- Rob Fisk - guitarra - (1994 - 1999)
- Kelly Goode - teclados (1997 - 1999)
- Chris Cohen - guitarra (2002 - 2006)
- Chris Cooper
- Jess Goddard

## Discografía

### Álbumes
- The Man, The King, The Girl (1997)
- Holdypaws (1999)
- Koalamagic (2000)
- Halfbird (2001)
- Reveille (2002)
- Apple O’ (2003)
- Milk Man (2004)
- Bibidi Babidi Boo (2004)
- The Runners Four (2005)
- Friend Opportunity (2007)
- Offend Maggie (2008)
- Deerhoof vs. Evil (2011)
- Breakup Song (2012)
- La Isla Bonita (2014)
- The Magic (2016)
- Mountain Moves (2017)
- Future teenage cave artists (2020)
- Actually, You Can (2021)
- Miracle-Level (2023)

### EP
- Green Cosmos (2005)
- Untitled E.P. (2006)
- +81 (2006)
- The Perfect Me (2007)